# Gamma Leonis
Algieba (γ Leo / γ Leonis / Gamma Leonis) è una stella doppia gigante appartenente alla costellazione del Leone. Il nome Algieba deriva dall'arabo الجبهة Al-Jabhah, che significa la fronte. Nonostante tale significato, la stella appare posizionata nella criniera del Leone. D'altra parte il suo nome proprio era originariamente applicato a molte delle stelle della Falce, asterismo di cui Algieba fa parte e che costituisce la parte anteriore della costellazione del Leone. Pur essendo posta nell'emisfero nord, è abbastanza vicina all'equatore celeste da essere visibile in tutte le regioni popolate dell'emisfero australe. Il sistema brilla alla magnitudine apparente di 1,98. Algieba dista dalla Terra circa 126 anni luce.

## Caratteristiche fisiche

Una fotografia di Gamma Leonis

γ Leonis è un sistema costituito da una stella di magnitudine apparente 2,28, denominata Algieba A e da una stella più debole, di magnitudine 3,51, denominata Algieba B. Il sistema è caratterizzato da un elevato moto proprio (circa quattro volte il normale), segno che esso probabilmente proviene dall'alone galattico e che solo provvisoriamente sta visitando il disco.

### Algieba A
Algieba A è una stella giallo-arancione di classe spettrale K0 IIIb, la cui temperatura superficiale si aggira intorno ai 4.300 K. Essa è 320 volte più luminosa del Sole. Il suo raggio, come ci si aspetta da una stella gigante, è notevolmente più grande di quello del Sole: in una misurazione del 2009 esso è calcolato essere circa 31 volte quello solare. Da questi parametri si può inferire una massa pari a 1,23 volte quella solare. Come tutte le giganti, Algieba A ruota lentamente su se stessa: la sua velocità di rotazione è 1,5 Km/s all'equatore. Se questa misura e quella del raggio sono corrette, allora la stella impiega ben 4 anni per compiere una rotazione completa. Sebbene questa stella abbia sicuramente esaurito l'idrogeno del suo nucleo, non è chiaro a quale preciso stadio della sua evoluzione si trovi. Potrebbe avere un nucleo inerte di elio oppure avere già iniziato la fusione dell'elio in carbonio e ossigeno. La composizione chimica della superficie suggerisce che la seconda possibilità è la più probabile. Come la sua compagna, Algieba A è povera di metalli: ne possiede circa un terzo di quelli posseduti dal Sole. L'età stimata di questa stella è almeno 2 miliardi di anni.

### Algieba B
Algieba B è meno conosciuta della sua più brillante compagna. Si tratta di una stella di classe spettrale G7 IIICN-05. Questo significa che ha un colore più tendente al giallo della compagna e una temperatura superficiale maggiore (circa 5.000K). Inoltre la lettera C indica che nell'atmosfera della stella è presente più carbonio del normale. L'usuale interpretazione di questo fenomeno è che all'interno della stella si stia verificando la fusione dell'elio in carbonio tramite il processo tre alfa e che episodi convettivi portino in superficie il prodotto di tale processo. Questo è un indizio che la coppia di stelle stia fondendo l'elio in carbonio e ossigeno. La luminosità di Algieba B è stimata essere circa 50 volte quella solare e il suo raggio 10 volte quello del Sole.

### Orbita
γ Leonis appare ad occhio nudo come un'unica stella, ma basta un modesto telescopio per risolvere le due componenti. Attualmente esse sono staccate di 4,24 secondi d'arco, che alla distanza stimata di 126 anni luce corrispondono ad almeno 80 UA, cioè il doppio della distanza di Plutone dal Sole. Poiché dalla scoperta della duplicità di Algieba solo un piccolo tratto dell'orbita è stato osservato, è difficile stabilirne con precisione i parametri: è stato comunque ipotizzato un periodo orbitale di 510 anni e una eccentricità di 0,84.

## Pianeti

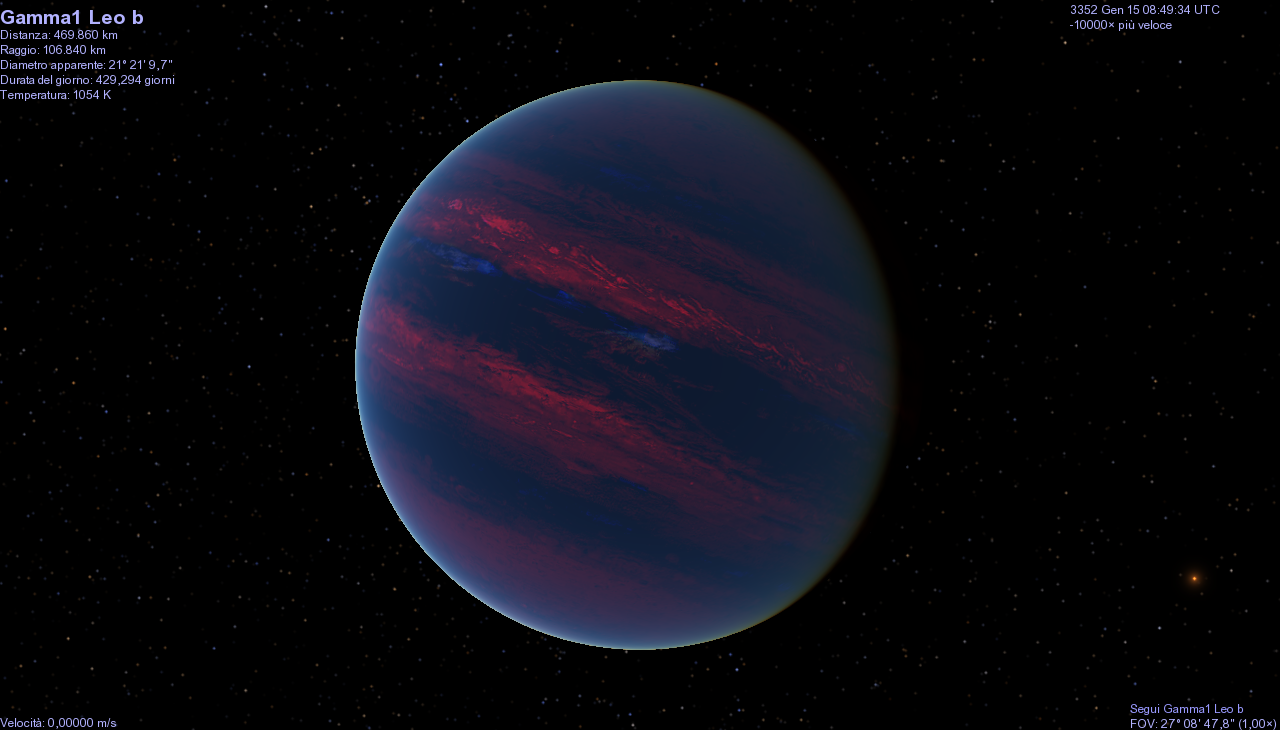
Rappresentazione artistica di Algieba Ab

Il 6 novembre 2009 è stata annunciata la presenza intorno a Algieba A di un sistema planetario. Misurando la velocità radiale della stella è stato possibile individuare la presenza di un massiccio pianeta avente 8.78 ± 1.0 volte la massa di Giove che orbita intorno ad Algieba A con un periodo di 428.5 ± 1.25 giorni alla distanza di 1,19 UA. Inoltre, le misure sembrano indicare la presenza di un secondo pianeta, avente una massa 2,14 volte quella di Giove, che orbiterebbe alla distanza di 2,6 UA in 1340 giorni. Tuttavia la presenza di questo secondo pianeta non è certa in quanto la variazione nella velocità radiale che ne suggerirebbe la presenza potrebbe essere dovuta anche alla rotazione della stella su se stessa. Segue un prospetto delle principali caratteristiche del sistema planetario:
| Nome                       | Nome                       | Massa         | Semiasse maggiore | Periodo orbitale    | Eccentricità |
| -------------------------- | -------------------------- | ------------- | ----------------- | ------------------- | ------------ |
| AlgiebaAb                  | AlgiebaAb                  | 8.78 ± 1.0 MJ | ~1,19 UA          | 428.5 ± 1.25 giorni | 0,14         |
| AlgiebaAc (non confermato) | AlgiebaAc (non confermato) | 2,14 MJ       | ~2,6 UA           | 1340 giorni         | 0,13         |